# برج الحمراء

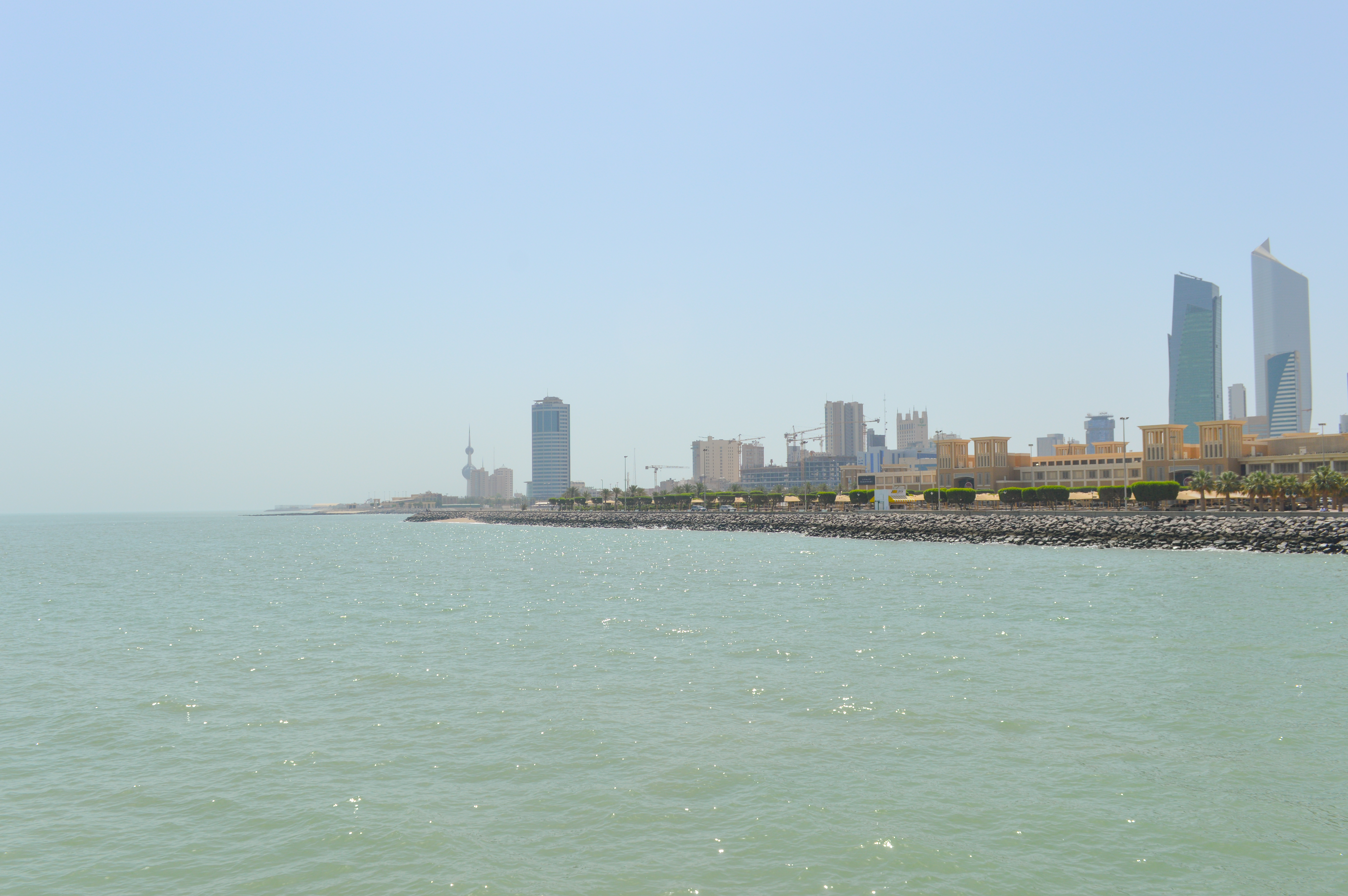
برج الحمراء

برج الحمراء (به عربی: برج الحمراء) بلندترین آسمان‌خراش در کشور کویت است. ساخت برج در سال ۲۰۰۵ آغاز شد و در سال ۲۰۱۱ کامل شد. این برج با ۴۱۴ متر ارتفاع بلندترین برج حکاکی بتنی در جهان و سیزدهمین ساختمان بلند جهان می‌باشد. برج در فهرست بهترین سازه‌های ۲۰۱۱ توسط مجله تایم شناخته شده است.